# كوكو (بواكي)
كوكو (ساحل العاج) (بالإنجليزية: Koko (Bouaké))‏ هي منطقة سكنية تقع في ساحل العاج .[بحاجة لمصدر]